# Länsväg 103
Länsväg 103 går mellan Lund och Lomma i Skåne. Med en längd av 5,5 kilometer är det en av Sveriges kortaste nummerskyltade vägar.

## Trafikplatser, korsningar och anslutningar
Länsvägen är inte korsningsfri i trafikplatsen med motorvägen E6. Den ena anslutningen till 108:an är korsningsfri.
|  | Nr       | Namn              | Skyltning                   |
|  | -------- | ----------------- | --------------------------- |
|  |          | Lund              | Bjärred Dalby               |
|  |          | Lund              | Röstånga (Lv 103 svänger)   |
|  |          |                   | Trelleborg (Lv 103 svänger) |
|  | motorväg | Trafikplats Lomma | Malmö Göteborg              |

## Historia
Vägen fick nummer 103 mellan 1985 och 1995, och hade inget nummer innan dess. Däremot användes 1962-1985 numret 103 på vägen Glemming–Hammenhög–Simrishamn. Före 1962 gick väg 103 mellan Torup och Fegen.